# 马桂宁
马桂宁（1939年6月—2017年11月6日），广东汕头人，上海市第一百货商店营业员，全国劳动模范。

## 生平
马桂宁生于1939年6月，高中文化，高级经营师。1984年10月加入中国共产党。1973年12月加入上海市第一百货商店，从最初的纺织品柜台到2000年后的衬衣柜台，创造了独具一格的“马派”服务艺术，包含三个主要方面：一是有一套服务理论；二是对商品的全面了解和深入把握；三是创造出一套以派料“一看准”为核心的柜面服务技能。通过多年的经验积累，马桂宁只要看到顾客的身高、胸围、体型，不用尺子就知道顾客要买多少布，分毫不差，人称“一看准”。为了接待好每位顾客，马桂宁创造出“接一、问二、招呼三”的接待法：每接待一位顾客，便抽空询问第二位顾客的要求，并向第三位顾客打招呼，使所有顾客都感到温暖亲近。他还根据顾客的询问、需求等等，总结出“五帮助，五可以”：帮助算料，帮助解决急需用料，误算用料可退换，重复买或误买可以代售，买料后加工困难可以帮助解决等等。他从顾客的神态、穿着和语言中就能了解顾客的购买心理。他善于为顾客当参谋，运用疏导法、比较法、比喻法，使冲动型的顾客也能耐心挑选。上海一家商店曾搞了个小试验，把平时销售额不高或卖不掉的布料让马桂宁卖，很快顾客就在马桂宁的柜台前排起长队。
他的营业额每年都突破百万元，占全柜营业总额的1/3到1/2。马桂宁在全国收徒超过560人，除商店营业员外，还有民航、铁路的乘务员，银行、电信的服务员，医院的护士，学校的教师等各行各业的劳动者。这些徒弟中有一半是劳动模范，还有的是人大代表、三八红旗手、企业家等，90%是各级先进工作者。不少学徒获得了“马桂宁式营业员”称号。1990年代前后，马桂宁的服务技艺不断创新和发展，获得社会各界赞誉。1989年起，马桂宁先后获得全国十佳营业员、全国十佳“职工道德标兵”、“全国优秀工人”等称号。他是1981、1983、1985、 1987、1991、1993年度上海市劳动模范， 1989、1995年度全国劳动模范，全国五一劳动奖章获得者。
1992年2月18日元宵节晚19点后，在中共上海市委书记吴邦国的陪同下，邓小平来到当时全国最大的百货商店上海市第一百货商店。在马桂宁的纺织品柜台，吴邦国为邓小平介绍马桂宁，还开玩笑说人称马桂宁是“财神爷”。马桂宁向邓小平解释，他常到各商店开展服务示范，只要示范后这些商店的生意马上会好起来，所以得了这个外号。邓小平听了频频点头。随后马桂宁介绍了纺织品柜台的营业情况，并指着当时邓小平身上的中山装，找出了相同颜色和质地的布料，请邓小平摸了摸。吴邦国接着说起马桂宁还利用业余时间写了许多文章，还出了书。邓小平听了很高兴，握住马桂宁的手连声说好，并同马桂宁合影。接着马桂宁到三楼临时搭建的文化用品柜台，向邓小平介绍文化用品，邓小平给了马桂宁10元人民币，马桂宁在邓小平女儿邓林的提示下拿了四封中华牌铅笔、四块橡皮，出售给邓小平。
马桂宁是第七、第八、第九届全国人大代表。
2017年11月6日，马桂宁在上海华东医院病逝，享年80岁。

## 延伸阅读
- 上海第一百货马桂宁学校《马桂宁服务艺术》编写组. . 上海马桂宁学校. 1997年.